# Горичане
Горичане (словен. Goričane) је насељено место у општини Медводе, Средњесловенска регија, Словенија.

## Историја
До територијалне реорганизације у Словенији биле су у саставу града Љубљане, односно старе општине Шишка.

## Становништво
У попису становништва из 2011. године, Горичане су имале 516 становника.
| Број становника према пописима | Број становника према пописима | Број становника према пописима |
| ------------------------------ | ------------------------------ | ------------------------------ |
| 1991                           | 2002                           | 2011                           |
| 470                            | 529                            | 516                            |